# Karl Brandt
Karl Brandt (født 8. januar 1904 i Mülhausen, henrettet 2. juni 1948 i Landsberg am Lech) var Adolf Hitlers personlige læge og gruppenführer i Waffen-SS. 
Han blev dømt til døden ved hængning af en militærdomstol i Nürnberg den 20. august 1947 og hængt den 2. juni 1948.
Han medvirkede i mordet på mere end 100.000 fysisk og psykisk handicappede i Aktion T4.
Hans sidste ord var, at dommen var en politisk hævnakt: "Ich stelle fest, dass dieses eben verlesene Urteil eines amerikanischen Militärtribunals der formelle Ausdruck eines politischen Racheaktes ist" ("Jeg konstaterer, at den netop afsagte dom fra en amerikansk militærdomstol, formelt er udtryk for en politisk hævnakt").
- Wikimedia Commons har flere filer relateret til Karl Brandt

1. ↑  Navnet er anført på engelsk og stammer fra Wikidata hvor navnet endnu ikke findes på dansk.
2. ↑  Navnet er anført på engelsk og stammer fra Wikidata hvor navnet endnu ikke findes på dansk.
3. ↑  Navnet er anført på svensk og stammer fra Wikidata hvor navnet endnu ikke findes på dansk.
4. ↑  Navnet er anført på svensk og stammer fra Wikidata hvor navnet endnu ikke findes på dansk.